# 钩嘴铜色蜂鸟
钩嘴铜色蜂鸟（学名：Glaucis dohrnii），是雨燕目蜂鸟科的一种鸟类。

## 特征
钩嘴铜色蜂鸟体重约5.8克，翼长约62.9毫米，嘴峰长约28.4毫米，喙宽度约2.8毫米，喙厚度约3.1毫米，跗蹠长约3.4毫米，尾长约39.9毫米。钩嘴铜色蜂鸟在其分布区内为留鸟，其栖息在密集的高大树木组成的森林中，食性为草食性，主要食物来源是植物的花蜜。

## 分布
巴西东南部沿海地区（巴伊亚和圣埃斯皮里图）。